# メンズキッチン (テレビ番組)
『メンズキッチン』（イケメン クッキング）は、女性チャンネルLaLa TVで放送されている料理番組。リピート放送あり。旧番組名は『美男料理＜イケメンCooking＞』（イケメン クッキング）。

## 概要
女性チャンネルLaLa TVのオリジナル番組で「イケメンがイケメンに料理を教える」をコンセプトとして制作され、2012年8月6日から『美男料理＜イケメンCooking＞』のタイトルで放送を開始。俳優・城田優が料理研究家・寺田真二郎から料理を習う。城田はテレビ番組のMCに初挑戦となる。
YouTubeの「LaLa TV公式チャンネル」では番組開始に合わせて、放送では紹介しなかったレシピ（動画）を公開。毎月更新。
番組開始時の2012年8月から同年12月までは、月1回の更新で新作を放送。2013年1月より月2回更新となる。
同局での料理番組は、同じく自社製作の『山本麗子の幸福なキッチン』（2003年5月-2011年7月）以来となる。
2014年9月2日より、『メンズキッチン』とタイトルがリニューアルされ、放送も毎週月曜日の13:30-14:00から、毎週火曜日の15:00-15:30へ変更となった。
2016年4月5日より、番組MCが城田から中村隼人にバトンタッチされ、放送も毎週火曜日の23:00開始と変更になる。
番組内容
毎回、“秘密の隠れ家キッチン”で寺田考案の「女性がキレイになるレシピ」や「自宅で出来るレストランレシピ」を、2人が同じ工程・同じ材料で同時進行で料理していく。番組タイトルが示すとおり調理の場面では、2人のセクシーカットや「イケメン味見」といった番組独自の演出が施される。料理が完成すると2人で試食タイム。お互いの料理について感想を述べ合う。
- 2012年12月25日、関係者限定の公開収録イベントがシャングリ・ラ・ホテル 東京にて開催された[3]。番組初のゲストでスギちゃんと優希美青が出演。この模様は第8回（2013年2月4日放送）に放送された[4]。

## 出演
- 城田優（俳優）
- 寺田真二郎（料理人）

ゲスト
スギちゃん（#8）
優希美青（同上）
イ・ジャンウ（#17）

## 内容
同番組は「セクシー料理番組」を標榜。これまでの料理番組とは大きく一線を画す「前代未聞の料理番組」を謳っている。メイキング番組では以下の特色が挙げられた。
ライティング
料理番組の常識である明るい照明は使わない。ブラックライトやテーブルに蛍光灯を使うことによってドラマのようにオシャレな映像を生み出している。
コスチューム
普通の料理番組では清潔感を第一に衣装が選ばれる。しかし、この番組では清潔感は勿論のこと、そこにセクシーがプラスされる。
セクシーカット
料理シーンの合間にセクシーなインサートカットを演出。
カット割り
普通の料理番組では視聴者が見やすく分かりやすい映像が基本。しかし、この番組ではあえて手元や顔に寄った映像などのカット割りを使うことでセクシーさを表現している。
1レシピで2作品
この番組では寺田の考えたレシピを2人がそれぞれ同時進行で料理をしていく。そして、途中から城田独自のアドリブが加わることで1つのレシピから異なる2作品が出来上がる。
思わずドキッとする会話
料理を通じて打ち解けた同世代の2人が交わす、思わずプライベートが垣間見えるドキッとする会話。※番組内では互いを「寺っち」「優くん」と呼び合う。
ビューティーメモ
料理と美に関する情報を教えてくれる。

## 特別番組
「密着!イケメン城田優の料理番組への道のり」
放送日時：2012年8月1日（水）15:15 - 15:45（初回） 他
番組内容：レギュラー放送に先駆けて番組の見どころを紹介するメイキング番組。2人の初顔合わせのシーンや番組ポスター撮影風景、城田の料理の腕前を見るために行なわれたキッチンテストの模様など番組収録に至るまでを密着。
ナレーター：磯部弘
「美男料理クイックレシピSP」
放送日時：第1回：2013年5月3日（金）22:30 - 23:00（初回）他 / 第2回：5月10日（金）22:30 - 23:00（初回）他
番組内容：YouTube版を放送。タイトルには「〜SPⅠ」「〜SPⅡ」のように各回のローマ数字が入る。
「美男料理＜イケメンCooking＞ベストエピソード集」
放送日時：2013年7月13日 (土) 12:30 - 17:30（初回） 他
番組内容：

## スタッフ
- 企画：栗原美和子
- 構成：高橋聡之
- CAM：高野将成、八山直樹、田中敏和、国家秀平、金井彰、花岡隆太
- スタイリスト：福田春美
- 技術協力：テレテック、ザ・チューブ、fro-less、アンバーライト
- 協力：大福
- フードコーディネーター：高橋ゆうみ
- 企画補佐：三浦由里
- ディレクター：三宅大介
- プロデューサー：荒木慶太、山崎義弘
- 制作協力：FCC
- 制作・著作：女性チャンネルLaLa TV

## 書籍
「美男料理＜イケメンCooking＞ 一緒に作るともっとおいしい 僕らの毎日ごはん」（ぴあ刊、2013年4月24日発売）
同番組の料理本。番組で紹介したレシピのほか、城田・寺田の撮り下ろしグラビアやロングインタビュー、撮影現場のオフショットを掲載。ぴあBOOK SHOPでは先行予約限定特典として、同本の中で掲載できなかった2人の「撮り下ろし秘蔵カット」を使用したオリジナルポストカードが同封された。